# Fredrik Gulbrandsen
Fredrik Gulbrandsen (Lillestrøm, 10 september 1992) is een Noors voetballer die doorgaans als centrumspits speelt. Gulbrandsen debuteerde in 2014 in het Noors voetbalelftal.

## Clubcarrière
Gulbrandsen maakte op 6 mei 2009 zijn competitiedebuut in het eerste van Lillestrøm SK, in een uitwedstrijd tegen IK Start. Hij viel in de 68ste minuut in voor Karim Essediri en werd met deze invalbeurt de jongste debutant van Lillestrøm SK ooit. Op 1 maart 2010 werd hij verhuurd aan FC Lyn Oslo tot en met 30 juni 2010. Na zijn verhuurperiode keerde hij terug bij Lillestrøm SK. Hij wist zijn eerste doelpunt voor Lillestrøm SK te scoren op 3 juli 2011, tijdens de 2-1 overwinning tegen Viking FK.
Na enkele seizoenen bij Lillestrøm SK maakte hij op 15 juli 2013 een transfer naar Molde FK. Zijn debuut maakte hij op 3 augustus 2013 in de thuiswedstrijd tegen SK Brann. Tijdens zijn debuut wist hij direct te scoren en wist met zijn doelpunt de eindstand van 2-0 op het scorebord te zetten.

## Clubstatistieken
| Seizoen         | Club            |                    | Competitie      | Competitie | Competitie | Beker | Beker | Internationaal | Internationaal | Overig | Overig | Totaal | Totaal |
| Seizoen         | Club            | Wed.               | Competitie      | Dlp.       | Wed.       | Dlp.  | Wed.  | Dlp.           | Wed.           | Dlp.   | Wed.   | Dlp.   |        |
| --------------- | --------------- | ------------------ | --------------- | ---------- | ---------- | ----- | ----- | -------------- | -------------- | ------ | ------ | ------ | ------ |
| 2009            | Lillestrøm SK   | Vlag van Noorwegen | Tippeligaen     | 5          | 0          | 0     | 0     | —              | —              | —      | —      | 5      | 0      |
| 2010            | Lillestrøm SK   | Vlag van Noorwegen | Tippeligaen     | 5          | 0          | 0     | 0     | —              | —              | —      | —      | 5      | 0      |
| Club totaal     | Club totaal     | Club totaal        | Club totaal     | 10         | 0          | 0     | 0     | 0              | 0              | 0      | 0      | 10     | 0      |
| 2010            | FC Lyn Oslo     | Vlag van Noorwegen | Adeccoligaen    | 8          | 0          | 0     | 0     | —              | —              | —      | —      | 8      | 0      |
| Club totaal     | Club totaal     | Club totaal        | Club totaal     | 8          | 0          | 0     | 0     | 0              | 0              | 0      | 0      | 8      | 0      |
| 2011            | Lillestrøm SK   | Vlag van Noorwegen | Tippeligaen     | 22         | 4          | 0     | 0     | —              | —              | —      | —      | 22     | 4      |
| 2012            | Lillestrøm SK   | Vlag van Noorwegen | Tippeligaen     | 10         | 1          | 1     | 0     | —              | —              | —      | —      | 11     | 1      |
| 2013            | Lillestrøm SK   | Vlag van Noorwegen | Tippeligaen     | 15         | 2          | 5     | 2     | —              | —              | —      | —      | 20     | 2      |
| Club totaal     | Club totaal     | Club totaal        | Club totaal     | 57         | 7          | 6     | 2     | 0              | 0              | 0      | 0      | 63     | 9      |
| 2013            | Molde FK        | Vlag van Noorwegen | Tippeligaen     | 10         | 5          | 2     | 0     | 2              | 0              | —      | —      | 14     | 5      |
| 2014            | Molde FK        | Vlag van Noorwegen | Tippeligaen     | 23         | 10         | 5     | 3     | 1              | 1              | —      | —      | 29     | 14     |
| 2015            | Molde FK        | Vlag van Noorwegen | Tippeligaen     | 0          | 0          | 0     | 0     | 3              | 0              | —      | —      | 3      | 0      |
| 2016            | Molde FK        | Vlag van Noorwegen | Tippeligaen     | 3          | 0          | 0     | 0     | 0              | 0              | —      | —      | 3      | 0      |
| Club totaal     | Club totaal     | Club totaal        | Club totaal     | 36         | 15         | 7     | 3     | 6              | 1              | 0      | 0      | 49     | 19     |
| Carrière totaal | Carrière totaal | Carrière totaal    | Carrière totaal | 101        | 22         | 13    | 5     | 6              | 1              | 0      | 0      | 120    | 28     |

Bijgewerkt op 13 april 2016.

## Interlandcarrière
Ulvetad debuteerde op 27 augustus 2014 in de nationale ploeg van Noorwegen, in een oefeninterland tegen de Verenigde Arabische Emiraten (0–0), net als Martin Ødegaard (Strømsgodset IF), Thomas Grøgaard (Odd Grenland), Fredrik Ulvestad (Aalesunds FK) en Fredrik Brustad (Stabæk IF).
| Interlands van Fredrik Gulbrandsen voor Noorwegen | Interlands van Fredrik Gulbrandsen voor Noorwegen | Interlands van Fredrik Gulbrandsen voor Noorwegen | Interlands van Fredrik Gulbrandsen voor Noorwegen | Interlands van Fredrik Gulbrandsen voor Noorwegen | Interlands van Fredrik Gulbrandsen voor Noorwegen |
| №                                                 | Datum                                             | Wedstrijd                                         | Uitslag                                           | Soort wedstrijd                                   | Doelpunten                                        |
| Als speler bij Molde FK                           | Als speler bij Molde FK                           | Als speler bij Molde FK                           | Als speler bij Molde FK                           | Als speler bij Molde FK                           | Als speler bij Molde FK                           |
| ------------------------------------------------- | ------------------------------------------------- | ------------------------------------------------- | ------------------------------------------------- | ------------------------------------------------- | ------------------------------------------------- |
| 1.                                                | 27 augustus 2014                                  | Noorwegen – Verenigde Arabische Emiraten          | 0 – 0                                             | Vriendschappelijk                                 | 0                                                 |
| 2.                                                | 16 november 2014                                  | Azerbeidzjan – Noorwegen                          | 0 – 1                                             | Kwalificatie EK 2016                              | 0                                                 |
| 3.                                                | 29 maart 2016                                     | Noorwegen – Finland                               | 2 – 0                                             | Vriendschappelijk                                 | 0                                                 |

Bijgewerkt op 13 april 2016.

## Erelijst
| Nationaal                               |    |            |
| Tippeligaen                             | 1× | 2014       |
| Norgesmesterskapet i fotball for herrer | 2x | 2013, 2014 |
| Istanbul Başakşehir                     |    |            |
| Süper Lig                               | 1× | 2019/20    |